# هناء حجار
هناء حجار هي فنانة تشكيلية وأول رسامة كاريكاتير سعودية ولدت عام 1979 في المدينة المنورة، رسامت الكاريكاتير في العديد من المجلات منها عرب نيوز ومجلة الغرفة التجارية السعودية لقسمها النسائي، وعضوة في الجمعية العربية السعودية للثقافة والفنون. تطرقت في رسمها الكاريكتاري لمواضيع إجتماعية وسياسية ورياضية.

## حياتها
هناء هي الأخت الصغرى لتسعة إخوان، بدأت رسم الكرتون في سن الثانية عشرة، درست جميع مراحلها الدراسية بالمدينة المنورة وبعدها أنتقلت إلى مدينة جدة واستقرت فيها، ودرست الفن في معاهد فنية مختلفة بجمهورية مصر العربية.

## العمل
تناولت رسوماتها الأولى الحرب في فلسطين ودعت لإنهائها. هناء هي إحدى الشخصيات النسوية القلائل اللواتي عملن في عرب نيوز، وهي رسامة الكاريكاتير السعودية الوحيدة التي تختصّ بالرسم السياسي. تناولت رسوماتها مجموعة مختلفة من المواضيع. وانتقدت الشخصيات السياسية والممارسات المجتمعية، بما في ذلك عدم المساواة بين الجنسين والسياسة والاقتصاد. كما أنها عكست في رسوماتها السخط داخل المجتمع، لكنها تبقى حريصة على عدم الخوض بعمق في هذه المواضيع حتى تحافظ على وظيفتها.

### أعمالها[2][3]
- رسامة كاريكاتير في جريدة عرب نيوز
- رسامة كاريكاتير في مجلة خليجية.
- رسامة كاريكاتير في مجلة الإعلام والاتصال.
- رسمت كاريكاتير لمجلة الغرفة التجارية
- رسمت كاريكاتير لمجلات تعنى بالصحة والبيئة.
- رسمت كاريكاتير لمجلات كاريكاتير.
- رسمت مجموعة أعمال للتوعية ضد مرض الايدز.
- رسمت سابقا للتوعية ضد إسراف المياه عام 1418هـ
- عملت على تدريس رسم الكاريكاتير والتصوير الزيتي.
- عضوة في بيت الفنانين التشكيليين.
- عضوة في الجمعية العربية السعودية للثقافة والفنون.

## وصلات خارجية
الموقع الرسمي